# Экеблад, Ева
Графиня Ева Экеблад (швед. Eva Ekeblad, урождённая Делагарди; 10 июля 1724 — 15 мая 1786) — шведский учёный, агроном, изобретатель; была первой женщиной, избранной в Шведскую королевскую академию наук.

## Биография
Ева родилась в семье президента Коммерц-коллегии Магнуса Юлиуса Делагарди. В 1740 году вышла замуж за графа  Класа Экеблада младшего (1708—1771) и в последующем стала матерью семерых детей.
В 1746 году Ева сделала наиболее известное её изобретение — создала технологию производства муки и алкоголя из картофеля. Её открытие помогло уменьшить голод в последующие годы. В 1748 году она стала первой женщиной, избранной членом Шведской королевской академии наук. Следующая женщина, удостоенная такой же чести, была выбрана только через 203 года.
В 1751 году Ева также открыла метод отбеливания хлопчатобумажной ткани и пряжи мылом. Через год она разработала способ замены опасных ингредиентов, использовавшихся в косметике в то время, на порошок из клубней картофеля. По слухам, Экеблад рекламировала использование картофеля, используя цветки растения в качестве украшения для волос.

## Родственные связи
Её брат был шурином фаворитки Хедвиги Ульрики Таубе. 
Сын её младшей сестры Хедвиги Катарины Делагарди — Ханс Аксель фон Ферзен, был крупным дипломатом и военачальником.
Сын Евы Экеблад — Клаес Юлиус Экеблад стал военным и женился на фрейлине королевы Брите Хорн.